# 黄祖炎
黄祖炎（1908年5月10日—1951年3月13日），江西省南康县龙回乡人，中国人民解放军将领，曾任毛泽东秘书。
1926年参加革命，1927年加入中国共产党，从事农运工作。1929年参加中国工农红军。曾任中共信康雄中心县委书记兼游击大队政委、红二十二军营政委、1930年任中国工农红军二十八纵队政委和纵委书记。1933年春，调任中华苏维埃共和国中央政府文书科长、红军总政治部巡视员。1934年10月调中央地方工作部，参加长征。到达陕北后，任苏维埃中央政府秘书科长兼中央党总支副书记、中共中央组织部秘书。抗日战争时期，任中共中央长江局高干训练班、中共中央东南局高干训练班主任、东南局干部科科长。皖南事变后，任苏南党校党委书记兼主任，淮南区甘泉县县委书记、甘泉支队政治委员。第二次国共内战时期，任华东野战军二纵四师副政委、渤海军区政治部副主任、主任。中华人民共和国成立后，任山东省人民政府委员、山东军区政治部主任。1951年3月13日晚，在济南参加军区文化工作座谈会时遭暗杀身亡。其子黄新曾任中国人民解放军空军副政治委员，授中将军衔。